# Hancock (Minnesota)
Hancock és una població dels Estats Units a l'estat de Minnesota. Segons el cens del 2000 tenia 717 habitants.

## Demografia
Segons el cens del 2000, Hancock tenia 717 habitants, 294 habitatges, i 186 famílies. La densitat de població era de 279,6 habitants per km².
Dels 294 habitatges en un 30,6% hi vivien nens de menys de 18 anys, en un 54,1% hi vivien parelles casades, en un 7,5% dones solteres, i en un 36,4% no eren unitats familiars. En el 32,7% dels habitatges hi vivien persones soles el 17% de les quals corresponia a persones de 65 anys o més que vivien soles. El nombre mitjà de persones vivint en cada habitatge era de 2,34 i el nombre mitjà de persones que vivien en cada família era de 3,01.
Per edats la població es repartia de la següent manera: un 24,7% tenia menys de 18 anys, un 8,8% entre 18 i 24, un 24,3% entre 25 i 44, un 23,2% de 45 a 60 i un 19,1% 65 anys o més.
L'edat mediana era de 40 anys. Per cada 100 dones de 18 o més anys hi havia 102,2 homes.
La renda mediana per habitatge era de 34.583 $ i la renda mediana per família de 40.938 $. Els homes tenien una renda mediana de 30.446 $ mentre que les dones 20.114 $. La renda per capita de la població era de 17.012 $. Entorn del 2,7% de les famílies i el 8% de la població estaven per davall del llindar de pobresa.

## Poblacions més properes
El següent diagrama mostra les poblacions més properes.